# Cardamom-Bambusotter
Die Cardamom-Bambusotter (Trimeresurus cardamomensis) ist eine Vipernart aus der Gattung der Bambusottern.

## Merkmale und Abgrenzung zu anderen Arten

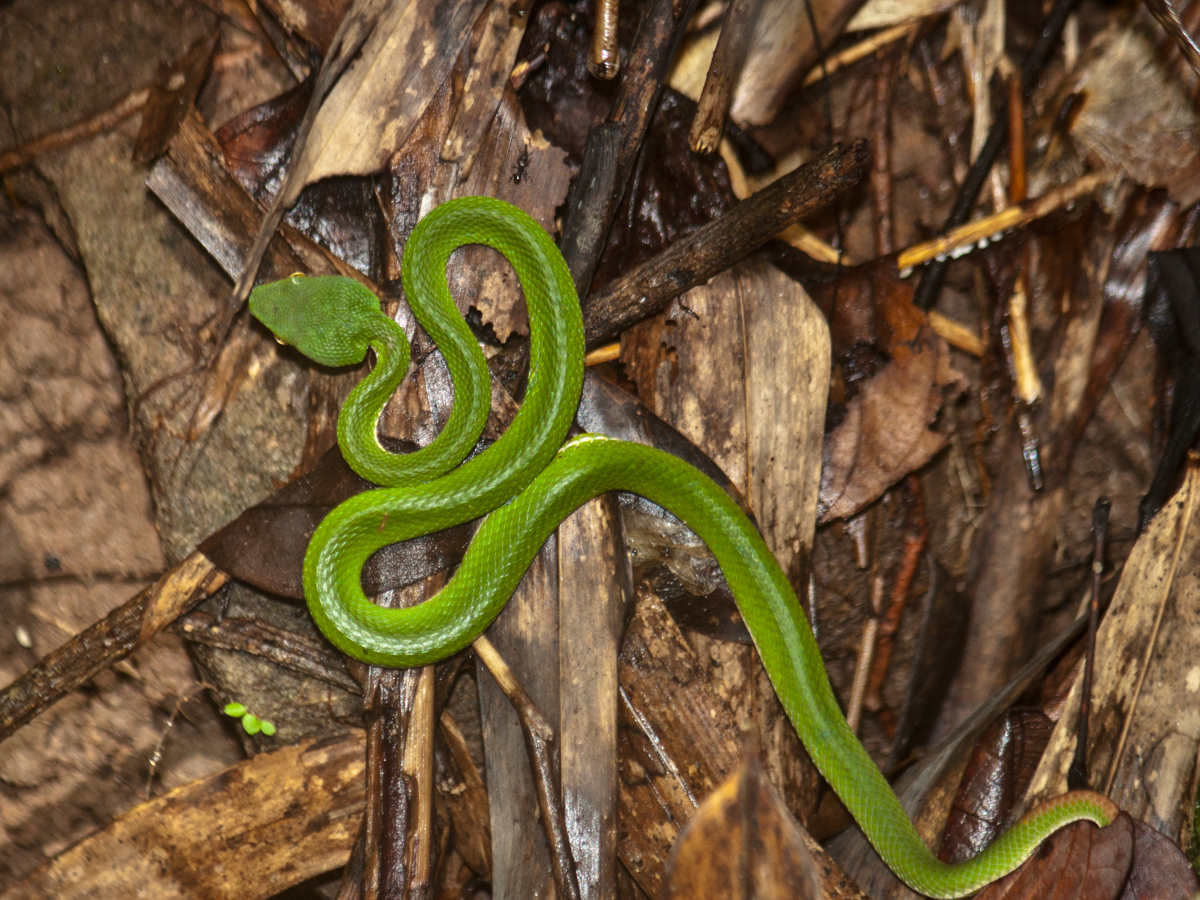
Dorsalansicht mit erkennbar dreieckiger Kopfform

Die Cardamom-Bambusotter hat wie die meisten Bambusottern eine grüne Körperfarbe. Somit lässt sie sich zunächst leicht von Arten mit violett-roten Zeichnungen wie T. venustus, T. honsonensis und T. kanburiensis unterscheiden. Die Augen sind vor allem bei adulten Tieren mit einem Durchmesser von 4,46 mm bei Männchen bzw. 3,69 mm bei Weibchen größer als bei T. albolabris, T. insularis und T. septentrionalis, jedoch kleiner als bei T. macrops, der Großaugen-Bambusotter. Zudem unterscheidet sich die Cardamom-Bambusotter von ersteren drei Arten durch breitere Supraocularia (Schuppen über den Augen) sowie durch ihre Kopfform. Während diese eine ovalere Kopfform haben, wird der Kopf bei ihr ähnlich wie bei T. macrops und T. rubeus hinter den Augen breiter, sodass er eher dreieckig wirkt. Männchen weisen einen weißen, postocularen Streifen auf, der deutlicher ausfällt als bei T. macrops und T. rubeus.
|                       | T. cardamomensis | T. cardamomensis | T. macrops | T. macrops | T. rubeus | T. rubeus |
| Geschlecht            | m                | w                | m          | w          | m         | w         |
| --------------------- | ---------------- | ---------------- | ---------- | ---------- | --------- | --------- |
| Sublabialia           | k. A.            | 13               | k. A.      | 11,75      | k. A.     | 12        |
| Gekielte Temporalia   | 0,5              | k. A.            | 0,67       | k. A.      | 0,46      | k. A.     |
| Augendurchmesser (mm) | 4,46             | 3,69             | 4,03       | 4,24       | 4,08      | 3,91      |

## Lebensweise
Die Cardamom-Bambusotter ist wie andere Vipernarten giftig. Vermutlich ist sie wie andere Bambusottern ovovivipar (ei-lebendgebärend), nachtaktiv und ernährt sich von kleinen Wirbeltieren. Sie ist vorwiegend baumbewohnend und wird meist wenige Meter von Wasser entfernt gefunden.

## Verbreitungsgebiet und Gefährdungsstatus
Das Verbreitungsgebiet erstreckt sich über den Südosten Thailands, Vietnam und die Provinz Koh Kong in Kambodscha.
Die Weltnaturschutzunion (IUCN) stuft die Art als nicht gefährdet (least concern) ein und ihren Populationstrend als stabil. Sie kommt in Schutzgebieten vor.

## Systematik
Die Cardamom-Bambusotter ist eine Art aus der Gattung der Bambusottern. Sie wurde 2011 von Malhotra et al. als Cryptelytrops cardamomensis wissenschaftlich erstbeschrieben. Das Epitheton bezieht sich auf die Kardamomberge, die Gebirgskette, in der sich der Typenfundort befindet.